# Чемпионат России по греко-римской борьбе 2014
Чемпионат России по греко-римской борьбе 2014 года прошёл в Раменском 12-15 июня.

## Медалисты
| Категория | Золото                                      | Серебро                                | Бронза                                                                     |
| --------- | ------------------------------------------- | -------------------------------------- | -------------------------------------------------------------------------- |
| до 59 кг  | Мингиян Семёнов Красноярский край           | Ибрагим Лабазанов Санкт-Петербург      | Иван Татаринов Новосибирская область Павел Салеев Мордовия                 |
| до 66 кг  | Алексей Киянкин Мордовия                    | Заур Кабалоев Мордовия                 | Азамат Ахмедов ЯНАО, Свердловская область Артём Сурков Мордовия            |
| до 71 кг  | Чингиз Лабазанов Санкт-Петербург            | Юрий Денисов Санкт-Петербург           | Амбако Вачадзе Москва Нарек Григорян Адыгея                                |
| до 75 кг  | Билан Нальгиев Москва                       | Роман Власов Новосибирск               | Руслан Исаков Санкт-Петербург Бислан Ассакалов Краснодарский край          |
| до 80 кг  | Бекхан Оздоев Тверская область              | Рамазан Абачараев Ростовская область   | Евгений Салеев Мордовия Роман Юсипов Москва                                |
| до 85 кг  | Азамат Бикбаев Башкортостан                 | Сосруко Кодзоков Москва                | Алексей Скрябин Новосибирская область Артур Сокуров Краснодарский край     |
| до 98 кг  | Муса Евлоев Калининградская область, Москва | Никита Мельников Новосибирская область | Алексей Мищенко Омская область Ислам Магомедов Ростовская область          |
| до 130 кг | Василий Паршин Мордовия, Московская область | Виталий Ильницкий Тюменская область    | Георгий Чанкселиани Москва Виталий Щур Кемеровская область, Алтайский край |